# غاريت سكوت
غاريت سكوت (بالإنجليزية: Garrett Scott)‏ هو لاعب كرة قدم أمريكية أمريكي، ولد في 14 نوفمبر 1991 في دوغلاس في الولايات المتحدة.

## وصلات خارجية
- غاريت سكوت على موقع مرجع كرة القدم المحترفة.كوم (الإنجليزية)